# Motte Broichhausen
Die Motte Broichhausen ist eine abgegangene spätmittelalterliche Motte (Turmhügelburg) im Westerwald südlich von Kircheib im Landkreis Altenkirchen in Rheinland-Pfalz. Sie bestand aus einem Turm und war von zwei Schutzwällen und einem Wassergraben umgeben. Der Graben wurde durch den Freiheitsbach gespeist.
Der noch erhaltene 3 Meter hohe Burghügel hat einen Durchmesser von 26 Metern. Der 1,50 Meter tiefe Graben ist bis zu 14,50 Meter breit.
Im Jahr 1350 wurde die Motte von der Familie Ütgenbach bewohnt. Um 1600 wurde die Motte aufgegeben.

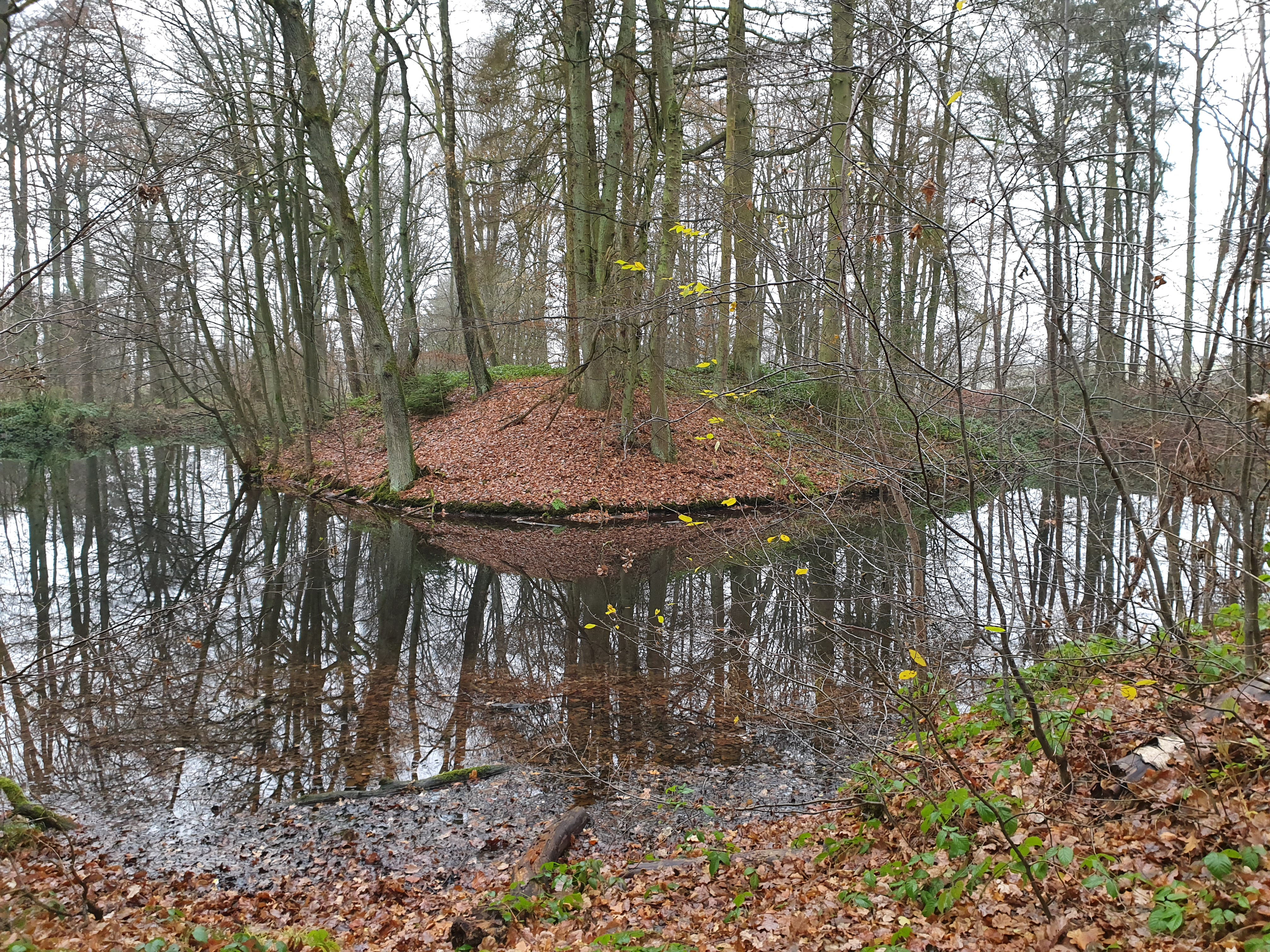
Die Motte Broichhausen im Winter mit gut erkennbarem Burghügel.